# Хлево (Лодзинське воєводство)
Хлево (пол. Chlewo) — село в Польщі, у гміні Ґощанув Серадзького повіту Лодзинського воєводства.
Населення — 319 осіб (2011).
У 1975-1998 роках село належало до Серадзького воєводства.

## Демографія
Демографічна структура станом на 31 березня 2011 року:
|          | Загалом | Допрацездатний вік | Працездатний вік | Постпрацездатний вік |
| -------- | ------- | ------------------ | ---------------- | -------------------- |
| Чоловіки | 164     | 47                 | 102              | 15                   |
| Жінки    | 155     | 37                 | 78               | 40                   |
| Разом    | 319     | 84                 | 180              | 55                   |